# Zethus carpenteri
Zethus carpenteri är en stekelart som beskrevs av Stange 1997. Zethus carpenteri ingår i släktet Zethus och familjen Eumenidae. Inga underarter finns listade i Catalogue of Life.